# Manfred Kroke
Manfred Kroke (* 18. Oktober 1941; † 13. Juni 2013) war ein deutscher Fußballtorhüter. Er spielte während seiner gesamten Profikarriere bei Bayer 05 Uerdingen und hat in der Saison 1975/76 in der Fußball-Bundesliga 31 Ligaspiele absolviert.

## Karriere
Kroke spielte zunächst beim Verbandsligisten Duisburger FV 08, mit dem er 1961/62 Niederrheinmeister wurde und den Aufstieg in die 2. Liga West feierte. In der letzten Runde der damaligen Zweitklassigkeit im westdeutschen Regionalverband, 1962/63, erlebte er die Lokalderbys gegen den Duisburger Spielverein und TuS Duisburg 48/99. In 26 Ligaspielen stand er im Tor des FV und belegte an der Seite von Mitspielern wie Manfred Frankowski, Horst Klinkhammer und Kurt Nolden den 15. Platz. Ab der Saison 1963/64 spielte er wieder mit seinem Verein in der Verbandsliga Niederrhein. Im Alter von 29 Jahren wechselte er nach Krefeld.
Mit dem Aufsteiger erreichte er unter Trainer Klaus Quinkert 1971/72 in der zweitklassigen Fußball-Regionalliga West den 7. Rang und hatte an der Seite von Mitspielern wie Paul Hahn, Lothar Prehn, Horst Riege, Edmund Stieber, Hans Sondermann, Herbert Bayer, Ludwig Lurz, Josef Schneiders und Manfred Burgsmüller alle 34 Ligaspiele bestritten. Uerdingen debütierte mit Torhüter Kroke in der Regionalliga am 15. August 1971 bei einem 0:0-Auswärtsremis bei Westfalia Herne. Im zweiten und dritten Regionalligajahr, 1972/73 und 1973/74, belegte das Team von der Grotenburg-Kampfbahn jeweils den 3. Rang und der großgewachsene Keeper mit den langen Fangarmen hatte mit seinen 101 Regionalligaeinsätzen in drei Jahren lediglich ein Verbandsspiel verpasst. Stürmer Burgsmüller erzielte in dieser Phase in 101 Ligaeinsätzen 80 Tore für Bayer 05. Die zweitklassige Regionalligaära beendete Kroke mit Uerdingen am 5. Mai 1974 mit einem 2:0-Heimerfolg gegen Alemannia Aachen. Jetzt standen auch Spieler wie Norbert Brinkmann, Peter Falter, Friedhelm Funkel und Wolfgang Lüttges im Team von Trainer Quinkert. Die Mannschaft aus Krefeld war damit für die ab 1974/75 startende 2. Fußball-Bundesliga qualifiziert. Kroke blieb auch in dieser Liga der Torhüter.
Im Debütjahr der zweistaffeligen 2. Bundesliga, 1974/75, war „Kroke der Krake“ mit 38 Ligaeinsätzen unumstrittene Nummer 1 im Tor von Uerdingen, der junge Werner Vollack wurde zweimal in der Runde eingewechselt. Obwohl Torjäger Burgsmüller sich Rot-Weiss Essen angeschlossen hatte und lediglich Neuzugang Hans-Jürgen Wloka von Borussia Mönchengladbach höherklassige Erfahrung einbringen konnte, errang Uerdingen die Vizemeisterschaft in der Staffel Nord und war damit für zwei Relegationsspiele gegen den Südvizemeister FK Pirmasens zur Ermittlung des dritten Bundesligaaufsteigers qualifiziert. Die beiden Entscheidungsspiele fanden im Juni statt, das Hinspiel am 18. in Pirmasens, das Rückspiel am 22. in Krefeld. Nach einem torreichen Spiel trennte man sich in Pirmasens mit 4:4, so dass im Rückspiel die Entscheidung über den Aufstieg fallen musste. Die Blau-Roten demontierten mit einem 6:0-Erfolg förmlich den Südvizemeister vor 24.000 Zuschauern im heimischen Stadion und zogen damit in die Bundesliga ein. Mit Prehn, Brinkmann, Hahn und Stieber bildete Kroke dabei die sichere Abwehr. Die Offensive um Wloka, Funkel, Falter, Lüttges und Lurz wirbelten die Gäste gehörig durcheinander. Damit war der Aufstieg für das Team vom Vorsitzenden Arno Eschler und dem Leiter der Lizenzspielerabteilung, Paul Hufnagel, geschafft.
In die Bundesligasaison 1975/76 startete der Aufsteiger am 9. August 1975 mit einer 1:2-Auswärtsniederlage gegen Rot-Weiss Essen. Torhüter Kroke lernte dabei die Torgefährlichkeit von Horst Hrubesch, dem neuen Mittelstürmer der Elf aus Bergeborbeck kennen, welcher beide Essener Treffer erzielte. Mit der Auswärtspunktebilanz von 5:29 und den lediglich erzielten 28 Rundentoren landete Uerdingen am Rundenende auf dem 18. Rang und stieg umgehend in die 2. Bundesliga ab. Kroke hatte in 31 Spielen das Tor gehütet. In den nächsten zwei Runden etablierte sich Paul Hesselbach als die neue Nummer 1 im Tor von Uerdingen. Daran sollte sich auch in der Serie 1978/79 nicht ändern, aber ein Handbruch von Hesselbach führte Kroke wieder ins Uerdinger Tor zurück. Als unter Trainer Horst Buhtz in der Rückrunde die Vizemeisterschaft erreicht wurde und damit Relegationsspiele gegen den Südvize SpVgg Bayreuth anstanden, stand Kroke wiederum wie im Jahr 1975 im Uerdinger Tor. In Bayreuth holten sich die Mannen um Kroke, Hahn und Brinkmann ein 1:1 und setzten sich am 20. Juni 1979 vor 23.000 Zuschauern im Heimspiel mit 2:1 durch und stiegen zum zweiten Mal in die Bundesliga auf. Das gehört zu den größten Erfolgen des Torhüter-Routiniers. In den nächsten zwei Runden in der Bundesliga kam er nicht mehr zum Einsatz und beendete dann seine langjährige Laufbahn.
Bei Bayer 05 Uerdingen bestritt er zwischen 1971 und 1981 insgesamt 31 Partien in der ersten Fußball-Bundesliga, 67 Partien in der 2. Fußball-Bundesliga und anfänglich von 1971 bis 1974 101 Spiele in der Fußball-Regionalliga West.